# Нижнеалькашево
Нижнеалькашево (баш. Түбәнге Әлкәш) — деревня в Дюртюлинском районе Башкортостана, входит в состав Исмаиловского сельсовета.

## Население
| 2002 | 2009 | 2010 |
| ---- | ---- | ---- |
| 138  | ↗143 | ↗145 |

Согласно переписи 2002 года, преобладающие национальности — татары (54 %), башкиры (45 %).

## Географическое положение
Расстояние до:
- районного центра (Дюртюли): 14 км,
- центра сельсовета (Исмаилово): 4 км,
- ближайшей ж/д станции (Буздяк): 143 км.

## Известные уроженцы
- Зарипов, Зиннур Зарипович (10 марта 1915 года — 10 июля 1995 года) — командир орудия 3-й батареи 623-го артиллерийского полка 183-й стрелковой дивизии 38-й армии, сержант, полный кавалер ордена Славы.
- Мусифуллин, Мударис Гайнелгилемович (род. 25 марта 1957) — башкирский писатель, член Союза писателей Республики Башкортостан (с 1995).